# مونولث برودكشنز
مونولث برودكشنز (بالإنجليزية: Monolith Productions) هي شركة أمريكية مطورة لألعاب الفيديو، تأسست عام 1994. من أشهر ألعابها ميدل-إيرث: شادو أوف موردور وسلسلة فير. في سنة 2004 تم الاستحواذ عليها من قبل وارنر برذرز إنترآكتيف إنترتيمنت التابعة لتايم وارنر.

## ألعاب الفيديو
- كلاو
- ميدل-إيرث: شادو أوف موردور
- ميدل إيرث: شادو أوف وور
- فير
- جارديانز أوف ميدل إيرث [الإنجليزية]
- غوثام سيتي إمبوستورز [الإنجليزية]
- فير 2: بروجكت أوريجين
- كوندامد 2: بلودشوت
- كوندامد: كريمينال أوريجينز
- ذا ماتريكس أونلاين [الإنجليزية]
- كونتراكت جاك
- ترون 2.0 [الإنجليزية]